# Whitney (Nevada)
Pour les articles homonymes, voir Whitney.
Whitney (anciennement East Las Vegas) est une ville non incorporée du Nevada, dans le comté de Clark, aux États-Unis.